# Bad Salzdetfurth
Bad Salzdetfurth (pronunciación en alemán: /baːt zalt͡sˈdɛtfʊʁt/ⓘ) es un municipio situado en el distrito de Hildesheim, en el estado federado de Baja Sajonia (Alemania). Su población a finales de 2016 era de unos 13 300 habitantes y su densidad poblacional, 200 hab/km².
Se encuentra ubicado a poca distancia al sur de la ciudad de Hannover —la capital del estado— y al oeste de Salzgitter.
Ciudad hermanada con la población española de Benicásim (Castellón de la Plana).

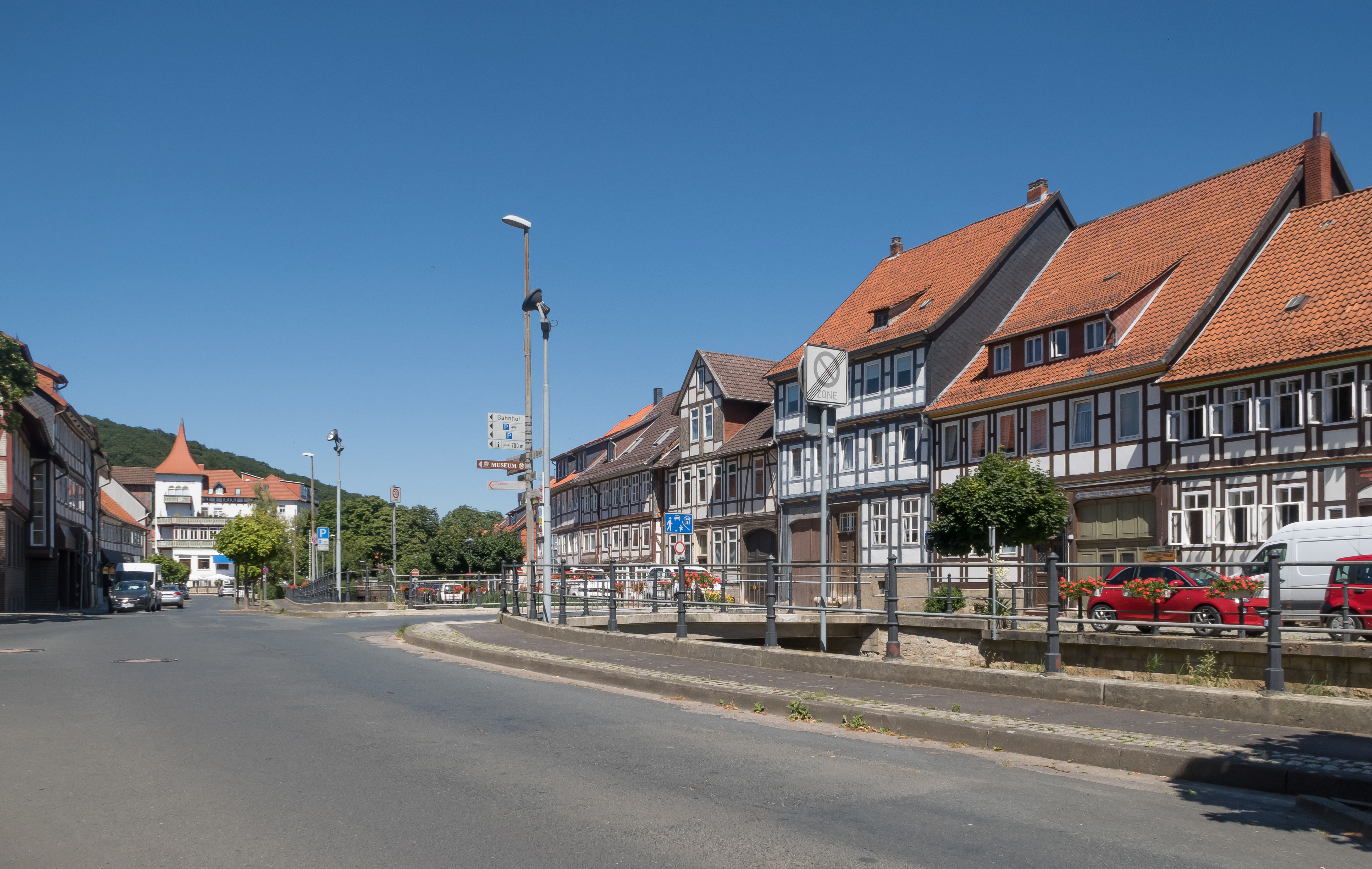
Bad Salzdetfurth, vista en la calle: Salzplännerstrasse-Marktstrasse

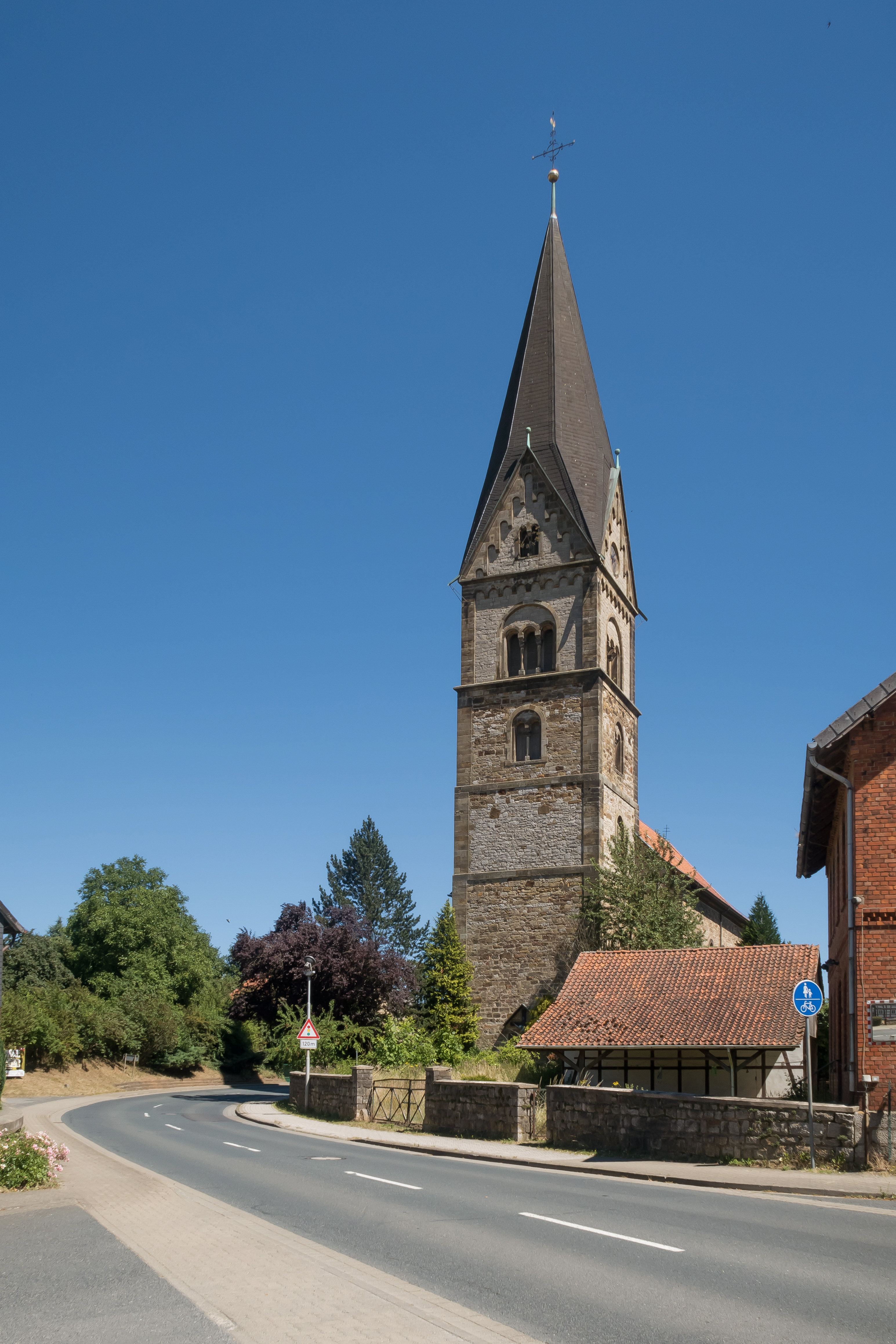
Detfurth, la iglesia: Sankt Gallus Kirche